# UFC Fight Night: Volkov vs. Struve
UFC Fight Night: Volkov vs. Struve（ユーエフシー・ファイトナイト：ヴォルコフ・バーサス・ストルーフェ、別名UFC Fight Night 115）は、アメリカ合衆国の総合格闘技団体「UFC」の大会の一つ。2017年9月2日、オランダ・南ホラント州ロッテルダムのアホイ・ロッテルダムで開催された。

## 大会概要
本大会ではアレキサンダー・ヴォルコフとステファン・ストルーフェによるヘビー級戦が組まれた。
キャリア11戦全勝のAustralian FCミドル級王者ロブ・ウィルキンソン、ACBフェザー級王者ザビット・マゴメドシャリポフがUFCデビュー。

## 試合結果

### プレリミナリーカード
第1試合 ライト級 5分3R
○  ティボー・グティ vs.  アンドリュー・ホルブルック ×
1R 4:28 TKO（スタンドパンチ連打）
第2試合 ライトヘビー級 5分3R
○  アブドゥル＝カリム・エディロフ vs.  ボヤン・ミハイロビッチ ×
2R 2:32 TKO（パウンド）
第3試合 フェザー級 5分3R
○  ザビット・マゴメドシャリポフ vs.  マイク・サンティアゴ ×
2R 4:22 リアネイキドチョーク
第4試合 ライトヘビー級 5分3R
○  アレクサンダル・ラキッチ vs.  フランシマール・バホーゾ ×
3R終了 判定3-0（30-27、30-27、30-27）
第5試合 ライト級 5分3R
○  ルスタム・ハビロフ vs.  デスモンド・グリーン ×
3R終了 判定3-0（29-28、29-28、30-27）
第6試合 72.1kg契約 5分3R
○  ミシェウ・プラゼレス vs.  マッズ・バーネル ×
3R 1:26 ノースサウスチョーク
※プラゼレスの体重超過によりスライト級から変更
第7試合 ライト級 5分3R
○  マイルベク・タイスモフ vs.  フェリペ・シウバ ×
1R 1:24 KO（右フック）
第8試合 ウェルター級 5分3R
○  ダレン・ティル vs.  ボヤン・ベリチコビッチ ×
3R終了 判定3-0（30-27、30-27、30-27）

### メインカード
第9試合 ウェルター級 5分3R
○  レオン・エドワーズ vs.  ブライアン・バーバリーナ ×
3R終了 判定3-0（29-28、29-28、29-28）
第10試合 女子バンタム級 5分3R
○  マリオン・レノー vs.  タリタ・ベルナルド ×
3R 4:54 TKO（パウンド）
第11試合 ミドル級 5分3R
○  シアー・バハドゥルザダ vs.  ロブ・ウィルキンソン ×
2R 3:10 TKO（左フック→パウンド）
第12試合 ヘビー級 5分5R
○  アレキサンダー・ヴォルコフ vs.  ステファン・ストルーフェ ×
3R 3:30 TKO（右アッパー→パウンド）

### 各賞
ファイト・オブ・ザ・ナイト： アレキサンダー・ヴォルコフ vs. ステファン・ストルーフェ
パフォーマンス・オブ・ザ・ナイト： マイルベク・タイスモフ、ザビット・マゴメドシャリポフ
各選手にはボーナスとして5万ドルが授与された。

### カード変更
負傷などによるカードの変更は以下の通り。